# Apizaco
Apizaco è una città del Messico, localizzata nello stato del Tlaxcala e capoluogo della omonima municipalità.
La municipalità conta 80.725 abitanti (2020) e ha un'estensione di 43,46 km².

## Luoghi di interesse

### Lamaquinita

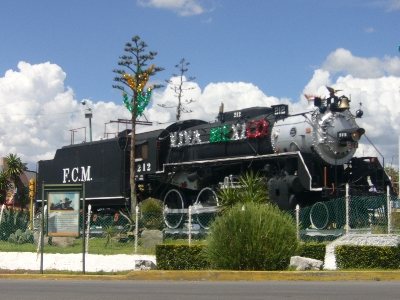
La maquinita

La locomotiva 212, detta localmente la maquinita, è stata donata alla città dalle Ferrovie dello Stato per essere l'emblema della città.

### Basilica di Nostra Signora della Misericordia

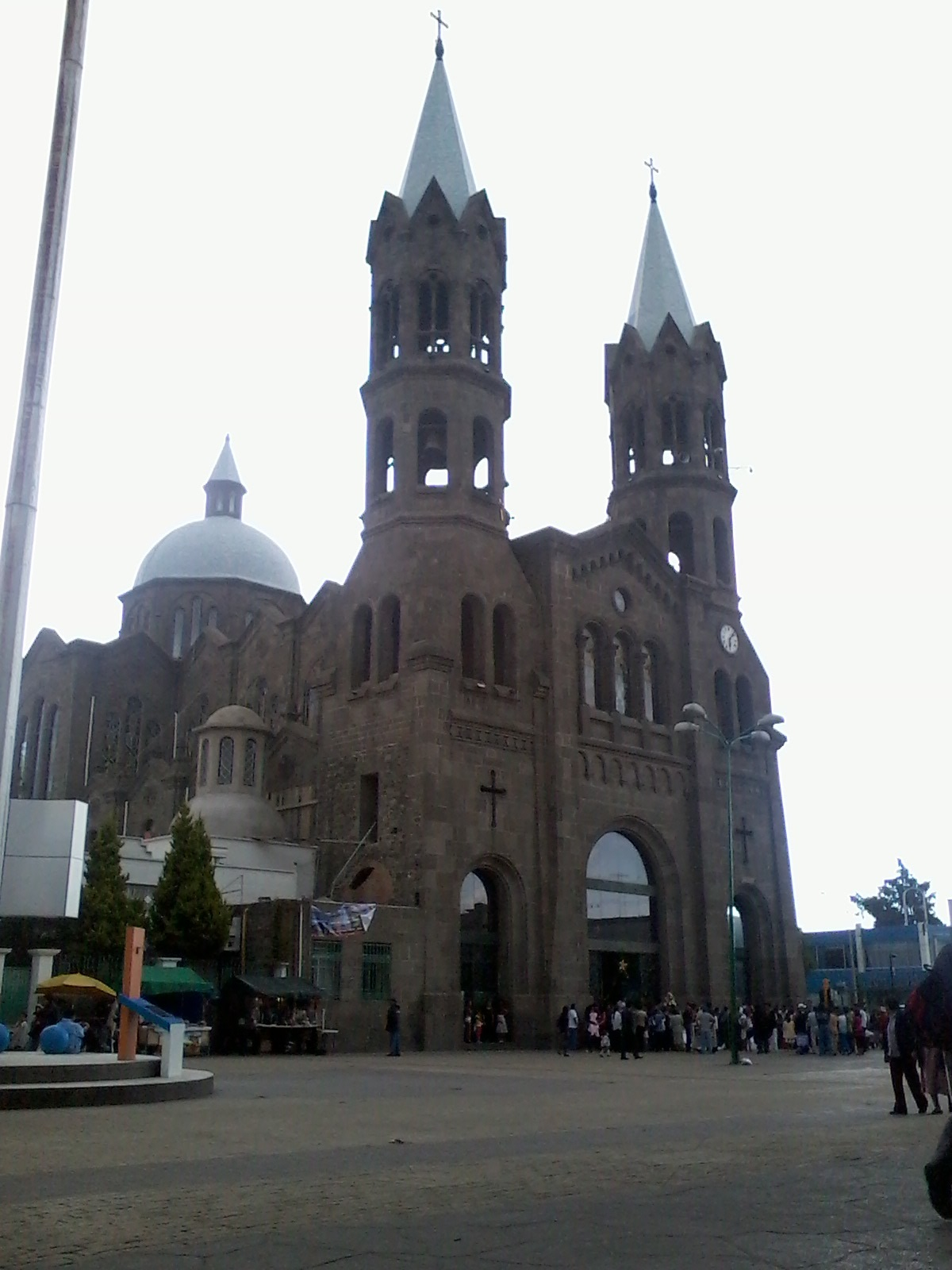
La basilica di Apizaco.